# Kyselka
Kyselka (tyska Giesshübl-Sauerbrunn) är en kurort i Böhmen i Tjeckien, inte långt från Karlovy Vary.
Kyselka har kolsyrehaltiga, alkaliska källor och ligger i en bergstrakt 340 meter över havet. Brunnsvattnet användes tidigare som bordsvatten.